# Epiplatys neumanni
Epiplatys neumanni es una especie de pez de la familia de los aplocheílidos en el orden de los ciprinodontiformes.

## Morfología
Los machos pueden alcanzar los 6 cm de longitud total.

## Distribución geográfica
Se encuentran en África: Gabón, República del Congo, Guinea Ecuatorial y Camerún.